# Ever Anderson
Ever Gabo Anderson (Los Angeles, 2007. november 3. –), amerikai színésznő, modell. Milla Jovovich és Paul W. S. Anderson lánya.
Legismertebb alakítása a fiatal Natasha Romanoff a 2021-es Fekete Özvegy című filmben. 2022-ben a Pán Péter és Wendy című filmben tűnt fel.

## Fiatalkora
Édesanyja Milla Jovovich színésznő, édesapja pedig Paul W. S. Anderson rendező. Két húga van, Dashiel és Osian. Anyja révén orosz és szerb, édesapja révén angol származású.

## Pályafutása
Szülei megpróbálták eltántorítani a színészettől, de nem tudták lebeszélni. Kilenc évesen a Vogue Bambini címlapján volt.
Első szerepe, még gyerekszínészként a 2017-es A Kaptár – Utolsó fejezet című horrorfilmben volt. 2021-ben a Fekete Özvegy című szuperhősfilmben tűnt fel, mint a címszereplő fiatalkori énje. 2022-ben a Pán Péter és Wendy című filmben játszott.

## Magánélete
Taekwondózik. Los Angelesben él. Anyanyelvén és oroszon kívül franciául is beszél.

## Filmográfia
| Év   | Magyar cím                | Eredeti cím                      | Szerep                                  | Magyar hang      |
| ---- | ------------------------- | -------------------------------- | --------------------------------------- | ---------------- |
| 2017 | A Kaptár – Utolsó fejezet | Resident Evil: The Final Chapter | Alicia Marcus / Vörös Királynő fiatalon | Szűcs Anna Viola |
| 2021 | Fekete Özvegy             | Black Widow                      | Natasha Romanoff fiatalon               | Csikos Léda      |
| 2022 | Pán Péter és Wendy        | Peter Pan & Wendy                | Wendy Darling                           | Vida Sára        |
| 2022 |                           | Helvellyn Edge                   | Harley                                  |                  |